# فاجعه

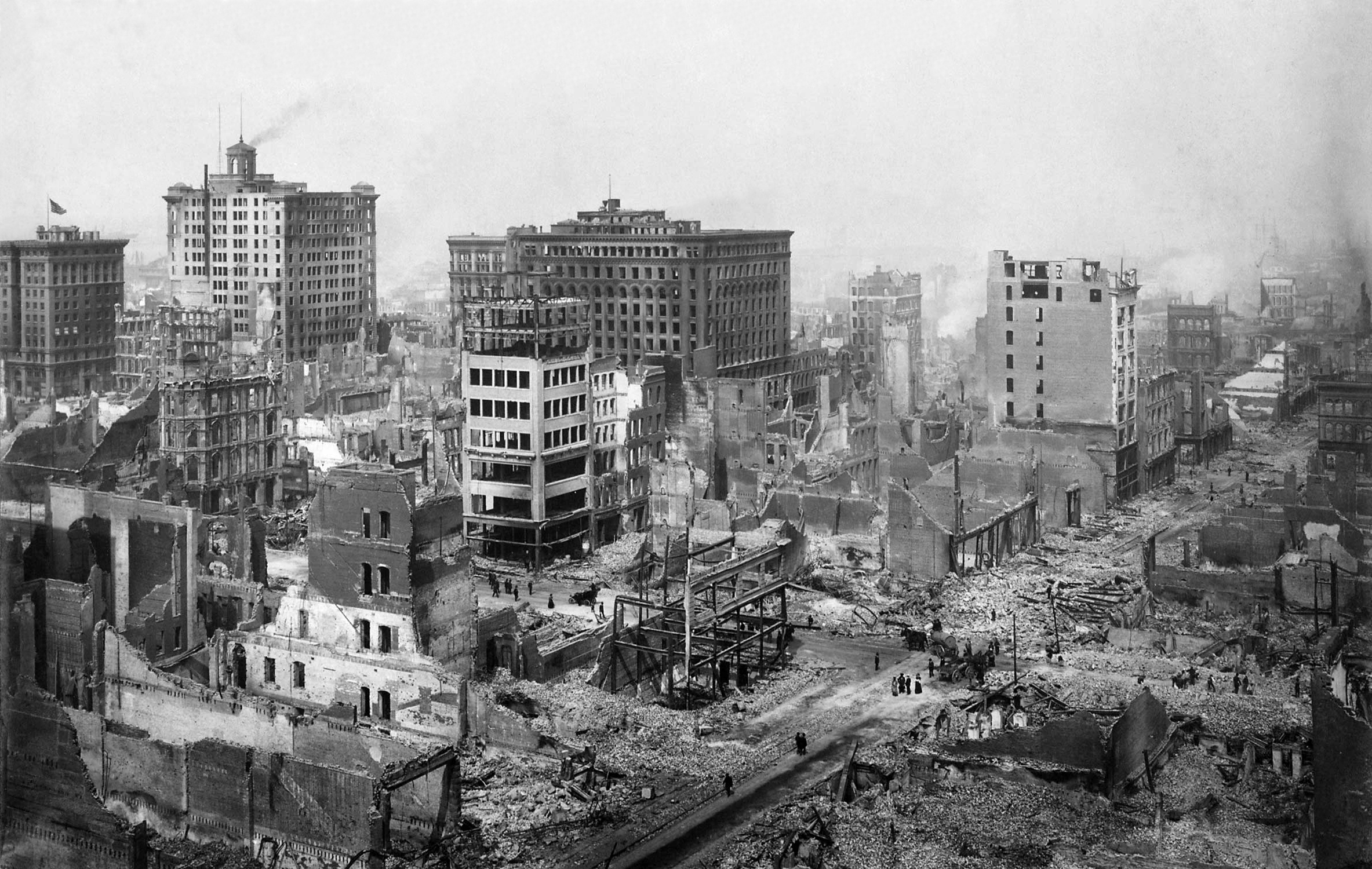
ویرانه‌های زمین‌لرزه ۱۹۰۶ سان فرانسیسکو که به‌عنوان یکی از بدترین فاجعه‌های طبیعی تاریخ ایالات متحده آمریکا شناخته می‌شود.

فاجعه مخاطره‌ای است طبیعی یا ساخت انسان (یا توسط فن‌آوری) که در پی آن آسیب فیزیکی، تخریب، از دست دادن جان یا تغییر شدیدی به محیط زیست وارد می‌شود.

## دسته‌بندی
فاجعه‌ها به دو دستهٔ زیر تقسیم می‌شوند:
- بلایای طبیعی
- فاجعه‌ها توسط انسانی